# Zuolong
Zuolong là một chi khủng long, được Choiniere J. Clark Forster & Xu X. mô tả khoa học năm 2010.

## Mô tả
Vào năm 2016, Gregory S. Paul đã ước tính chiều dài của loài này là 3 mét (9.8 ft), trọng lượng là 60 kilôgam.